# Cigaritis victoriae
Cigaritis victoriae is een vlinder uit de familie van de Lycaenidae. De wetenschappelijke naam van de soort is voor het eerst gepubliceerd in 1884 door Arthur Gardiner Butler.
{De soort komt voor in Congo-Kinshasa, Kenia, Tanzania, Malawi, Mozambique en Zimbabwe.